# Coda (acconciatura)

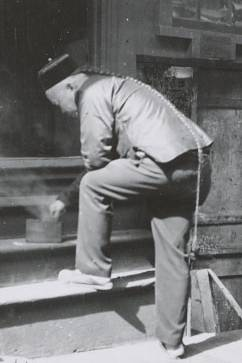
Cinoamericano con il codino nella Chinatown di San Francisco

La coda o codino è un'acconciatura in cui i capelli sono portati lunghi e raccolti in una treccia o in una coda di cavallo. Come acconciatura maschile, era portata tradizionalmente da certi gruppi dei Nativi americani e dai Manciù della Manciuria, che la imposero anche ai Cinesi Han fino agli inizi del XX secolo. Fu inoltre diffusa tra i nobili europei del XVIII secolo.

## La coda in Cina

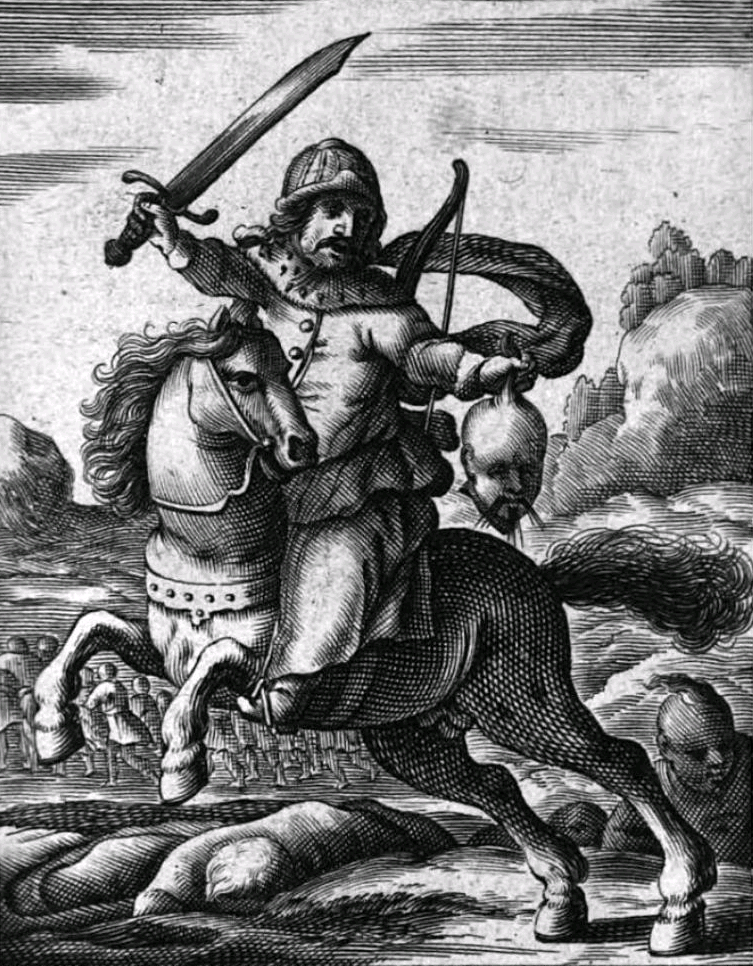
Un guerriero manciù in Cina visto da un artista europeo. Sorprendentemente, il guerriero tiene la testa mozzata di un nemico per la sua coda (che, in effetti, somiglia di più alla Oseledec' di un cosacco ucraino). Gli storici successivi notarono questo dettaglio come un'incoerenza nel dipinto. (Dalla copertina di Regni Sinensis a Tartari devastati enarratio di Martino Martini, 1661)

La coda o codino era una particolare acconciatura maschile portata dai Manciù della Manciuria centrale e in seguito imposta ai Cinesi Han durante la dinastia Qing. L'acconciatura consisteva nel radersi i capelli sulla parte anteriore del capo sopra le tempie ogni dieci giorni e nell'intrecciare il resto dei capelli in una lunga coda di cavallo. L'acconciatura era obbligatoria per tutti i maschi e la pena per non averla era l'esecuzione in quanto era considerato tradimento. All'inizio degli anni 1910, dopo la caduta della dinastia Qing, i Cinesi non dovettero più portarla. Alcuni, come Zhang Xun, continuarono a farlo per tradizione, ma la maggior parte di loro l'abbandonò dopo che l'ultimo imperatore della Cina Puyi si tagliò il codino nel 1922.

### Tradizione manciù
L'acconciatura manciù fu introdotta a forza tra i Cinesi Han da Nurhaci all'inizio del XVII secolo. Nurhaci realizzò la creazione della dinastia Aisin Gioro, che divenne in seguito al dinastia Qing della Cina, dopo aver sconfitto le forze Ming nella Manciuria meridionale. Una volta saldamente al potere, Nurhaci ordinò che tutti gli uomini delle regioni da lui conquistate adottassero l'acconciatura manciù. Non si trattava solo di un fatto culturale o di costume: l'accettazione dell'acconciatura manciù infatti simboleggiava la sottomissione dei Cinesi Ming al dominio Qing. Di conseguenza, il codino aiutava i Manciù anche a identificare quei Cinesi che rifiutavano di accettare la dominazione della dinastia Qing.

### Ordine del codino

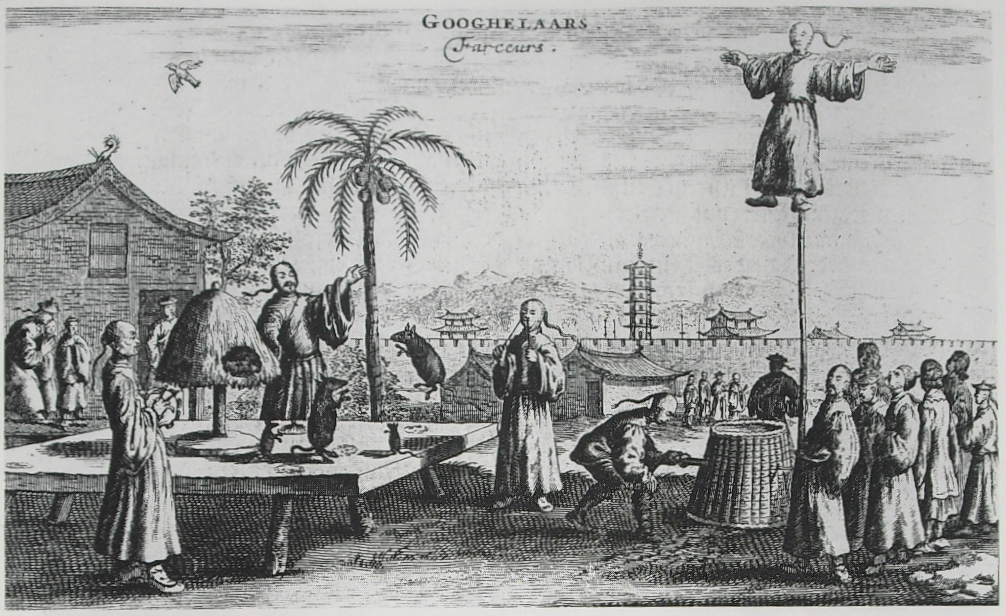
Artisti del circo cinesi subito dopo la conquista manciù, che portano codini. (Disegno di Johan Nieuhof, 1655-57)

L'ordine del codino (剃髮令T; 剃发令S; tìfàlìngP), o decreto della tonsura, fu una serie di leggi imposte violentemente dalla dinastia Qing (manciù) nel XVII secolo. Furono inoltre imposte agli Aborigeni taiwanesi (Pingpu) nel 1753 e ai Cinesi di discendenza coreana (Chaoxianzu) alla fine del XIX secolo.

Tradizionalmente, i Cinesi Han adulti non si tagliavano i capelli. Secondo il Classico della pietà filiale, Confucio disse: 
Come risultato di questa ideologia sia gli uomini che le donne si arrotolavano i capelli in un fiocco o in varie altre acconciature. Gli uomini manciù, d'altro canto, si rasavano la fronte, lasciando una lunga coda o codino.

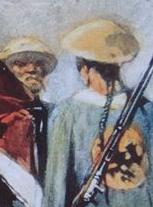
Un soldato durante la ribellione dei Boxer con il codino e il cappello a cono di paglia

Nel 1644, i Manciù si allearono con il generale Wu Sangui della dinastia Ming e sconfissero Li Zicheng, assumendo successivamente il controllo di Pechino; costrinsero poi i Cinesi Han ad adottare il codino manciù in segno di sottomissione. Un anno più tardi, dopo che i Manciù ebbero raggiunto il sud della Cina, Dorgon impose l'ordine del codino a tutti i Cinesi Han, dando loro un ultimatum: o si rasavano i capelli legandoli con il codino entro 10 giorni, o affrontavano la morte. Sebbene Dorgon ammettesse che i seguaci del confucianesimo potessero avere motivi di obiezione, la maggior parte degli ufficiali Han avevano invece citato il Sistema tradizionale dei riti e della musica della dinastia Ming come ragione della loro resistenza. Questo spinse Dorgon a mettere in dubbio le loro motivazioni: "Se gli ufficiali dicono che il popolo non dovrebbe rispettare i nostri riti e la nostra musica, ma seguire piuttosto quelli dei Ming, quali possono essere le loro vere intenzioni?"
Lo slogan adottato dai Qing era "Tenetevi i capelli e perdete la testa, o tenete la testa e tagliatevi i capelli" (留髮不留頭T; 留頭不留髮S, 髮P; liú fà bù liú tóu, liú tóu bù liú fàP). I Cinesi Han resistettero all'ordine e i dominatori manciù reagirono con forza letale, massacrando tutti quelli che rifiutavano di radersi la testa. I ribelli nello Shandong torturarono a morte l'ufficiale che aveva suggerito a Dorgon l'ordine del codino e uccisero i suoi parenti. Quello di Jiading è uno dei massacri più infami, con un numero delle vittime stimato in decine (o perfino centinaia) di migliaia. L'imposizione di quest'ordine, tuttavia, non fu uniforme: occorsero fino a 10 anni di applicazione marziale perché tutta la Cina fosse ridotta all'ubbidienza.
Lo scopo dell'ordine del codino era di dimostrare la lealtà ai Qing e, per converso, farsi crescere i capelli arrivò a simboleggiare ideali rivoluzionari, come durante la ribellione del Loto Bianco o la rivolta dei Taiping, i cui seguaci furono chiamati Lunghe chiome (長毛) o Ribelli con le chiome (髮逆).

### Resistenza alla coda
La resistenza dei Cinesi all'adozione del codino fu diffusa e sanguinosa. I Cinesi nel Liaodong si ribellarono nel 1622 e nel 1625 in risposta all'attuazione dell'acconciatura obbligatoria. i Manciù risposero rapidamente a questa ribellione sterminando l'élite colta e istituendo una più rigida separazione fra i Cinesi e i Manciù. Nel 1645, l'adozione della coda fu portata un passo avanti dai dominatori manciù quando, come già detto, fu decretato che qualsiasi uomo che non adottasse l'acconciatura manciù entro dieci giorni sarebbe stato giustiziato. L'intellettuale Lu Xun sintetizzò la reazione cinese all'attuazione dell'acconciatura obbligatoria manciù affermando: "In realtà, il popolo cinese in quei giorni si rivoltava non perché il paese era sull'orlo della rovina, ma perché doveva portare i codini." Nel 1683 Zheng Keshuang, ultimo re di Tungning e principale oppositore dei Qing, si arrese e, in segno di sottomissione, adottò anche lui il codino.
La coda divenne un simbolo della dinastia Qing ed un'usanza tranne che tra i monaci buddisti.  Alcuni rivoluzionari, sostenitori della Riforma dei Cento Giorni o studenti che studiavano all'estero si tagliavano le trecce. La Rivoluzione Xinhai nel 1911 portò ad un cambiamento completo dell'acconciatura quasi nel giro di una notte. Il codino divenne impopolare in quanto fu associato ad un governo caduto, descritto nel racconto breve di Lu Xun Tempesta in una tazza di tè. I cittadini cinesi di Hong Kong adottarono collettivamente tagli di capelli corti.

## Coda dei Nativi americani

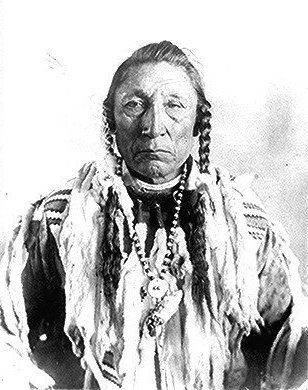
Orso Ricciuto con i capelli a coda

La coda è anche un'acconciatura dei Nativi americani, com'è descritto nel romanzo Casa fatta di alba (House Made of Dawn) di N. Scott Momaday. È un modo navajo o diné di acconciare sia i capelli degli uomini che delle donne. I capelli sono arrotolati e legati con un filo o una pezza bianca. È chiamata anche tsiiyeel in diné.

## Coda dei nobili europei
A partire dal XVII secolo in Europa le acconciature di uomini e donne divennero sempre più vistose, in coerenza con il gusto per la spettacolarità e l'esagerazione tipico della cultura barocca allora dominante. Nel caso degli uomini, vere e proprie costruzioni di riccioli coprivano il capo dei membri delle classi elevate, spesso su parrucche che divennero ben presto un indispensabile complemento dell'eleganza maschile (oltre che femminile).
Nel XVIII secolo, benché sempre baroccheggianti, le acconciature divennero più sobrie ed eleganti; negli uomini era tipica l'acconciatura di capelli incipriati con il codino, ancora una volta spesso su parrucca, che rimase in voga fino alla Rivoluzione francese (1789), quando cominciarono ad affermarsi tagli di capelli più corti e senza parrucche. Il cambiamento rifletteva anche l'affermazione delle classi borghesi e popolari ed il loro desiderio di rompere con la cultura e con i costumi (e quindi anche con le mode) dell'ancien régime, del quale il codino era uno dei segni distintivi.
Infatti, sia nel periodo della Rivoluzione che in quello successivo della Restaurazione seguita al Congresso di Vienna (1815), i fautori della monarchia e delle classi aristocratiche continuarono spesso a ostentare le vecchie acconciature, tanto che in quel periodo nacque la parola "codino" nel significato di "persona ottusamente conservatrice, reazionaria".